# 2839 Annette
A 2839 Annette (ideiglenes jelöléssel 1929 TP) a Naprendszer kisbolygóövében található aszteroida. Clyde Tombaugh fedezte fel 1929. október 5-én.